# タリ・イオアサ
タリ・イオアサ（Tali Ioasa、2005年1月25日 - ）は、ジャパンラグビーリーグワンコベルコ神戸スティーラーズに所属するラグビーユニオン選手。

## プロフィール
- ニュージーランド出身。
- ポジションはセンター(CTB)。
- 身長 192 cm、体重 101 kg
- 父のタファイは元ラグビー選手[1](元7人制ニュージーランド代表)。
- U18・7人制ニュージーランド代表に選ばれたことがある[2]。

## 略歴
2023年、ヘイスティングスボーイズ高校卒業後、コベルコ神戸スティーラーズに加入。
2025年5月4日に行われたJAPAN RUGBY LEAGUE ONE第17節カンファレンスA横浜イーグルス戦にて途中出場でリーグワン公式戦初出場を果たした。